# Tinko Simow
Tinko Simow (bułg. Тинко Симов; ur. w 1887 roku w Byłgarene, zm. 25 listopada 1935 roku tamże) – bułgarski działacz anarchistyczny i poeta. W okresie międzywojennym dowódca antyrządowych oddziałów partyzanckich w Bułgarii.

## Życiorys
Z ruchem rewolucyjnym związany co najmniej od drugiej dekady XX wieku. W czasie I wojny światowej więziony w Płowdiwie, gdzie pozostawał w kontakcie z innymi anarchistami. Po wojnie zamieszkał i podjął pracę w Gornej Orjachowicy, włączając się w wartko rozwijającą się w tamtym regionie działalność anarchistyczną. Wskutek jednak walk wewnętrznych, w październiku 1920 roku komisja śledcza II konferencji anarchistów w Bułgarii wykluczyła Simowa i kilku innych działaczy z Federacji Anarchokomunistycznej.
Po upadku krwawo stłumionego powstania wrześniowego z 1923 roku, nasiliły się represje skrajnie prawicowego reżimu Aleksandra Cankowa przeciwko lewicy. W tym okresie, nazywanym w literaturze czasem „białego terroru”, siły rządowe i popierające ich grupy białogwardzistów i prawicowych czetników macedońskich wymordowały kilka tysięcy osób podejrzewanych o związki lub sprzyjanie lewicowej opozycji. Prześladowania spowodowały wśród działaczy rewolucyjnych masową ucieczkę z kraju, głównie do Jugosławii. Na emigracji znalazł się też Simow, który kilkakrotnie wracając nielegalnie do Bułgarii, włączył się tu w organizację walki partyzanckiej. Walczył w kilku różnych oddziałach, głównie w okolicach Łowecza, gdzie wraz ze swoją czetą wsławił się pojmaniem sędziów z Sewliewa i powołaniem trybunału rewolucyjnego, przed którym publicznie, w obecności kilkuset chłopów, sędziów osądzono i dokonano ich egzekucji za skazywanie na śmierć działaczy rewolucyjnych.
Zginął śmiercią samobójczą, otoczony przez policję, 25 listopada 1935 roku.
Jako reprezentant starego pokolenia rewolucyjnego wywarł pewien wpływ na kształtowanie się przekonań i postaw kolejnych generacji w tym ruchu.